# Josep Maria Jujol i Gibert
Josep Maria Jujol i Gibert   (Tarragona, 16 de setembre de 1879 - Barcelona, 1 de maig de 1949) fou un arquitecte, dibuixant, dissenyador i pintor modernista català. Es va dedicar a la docència tant a l'Escola d'Arquitectura com a l'Escola del Treball, a Barcelona. Fou arquitecte municipal de Sant Joan Despí, on hi ha bona part dels habitatges que va construir.
Va ser un excel·lent aquarel·lista i dibuixant que captava i creava tota mena d'objectes i elements complementaris, com mobles, llums o ascensors. Aquest vessant, junt amb el seu domini de l'ús dels colors, fan singular la seva obra, que sovint complementa la d'altres arquitectes. Les col·laboracions més conegudes en les obres de Gaudí són les mes conegudes, Jujol hi tenia la llibertat d'utilitzar les formes i colors amb les quals Jujol imprimia les seves creacions.

## Biografia
La seva mare, Teresa Gibert Vives, era de Bonastre i el pare, Andreu Jujol, era mestre i oriünd de la Selva del Camp.
L'any 1885 va assistir a l'Escola Pública de Tarragona dirigida pel seu pare. Aquell mateix curs 1885 - 1886, la família Jujol es traslladà a viure a la Vila de Gràcia que llavors era un municipi independent. Hi estudià a l'escola del barri i rebé classes de dibuix, que ja era una de les seves aficions, i des de ben petit manifestà dues grans qualitats: l'agudesa d'enginy i una sensibilitat sorprenent pel color i per la forma. El 1891 començà els estudis de batxillerat a l'Institut Provincial de Barcelona, cinc anys després obtingué el títol de batxiller.
Jujol s'estimava el paisatge de les comarques de Tarragona, els espais oberts, deshabitats i assolellats, tot i que la major part de la seva vida va viure en un pis a Barcelona. Li agradava la música especialment la de Bach i el seu estil arquitectònic predilecte era el barroc.
El 1896 començà els estudis de ciències a la Facultat de Ciències de la Universitat de Barcelona i posteriorment a l'Escola d'Arquitectura de Barcelona a partir del 1901, quan Domènech i Montaner n'era el director. Obtingué el títol d'arquitecte el 18 de maig de 1906 amb un projecte d'uns banys públics.
A l'Escola d'Arquitectura fou alumne de Francesc de Paula del Villar, Domènech i Montaner, Gallissà i August Font i Carreras. D'entre els companys d'estudis, va establir amistat amb Josep M. Pericas i amb Rafael Masó, coincidint també amb Domènech i Roura i Balcells.
Durant els seus estudis Jujol va rebre la influència del neogoticisme dominant de Viollet-le-Duc, l'emergència floral i vital de Domènech i la formulació estructural i volumètrica de Gaudí, especialment representada a la Sagrada Família. La influència que va suposar Gaudí ja és present als treballs universitaris de Jujol.
El 1927 es va casar amb la seva cosina Teresa Gibert Mosella, i s'instal·là a la rambla de Catalunya de Barcelona. Del matrimoni varen néixer tres fills: Teresa, Thecla i Josep Maria, que va fer de biògraf del seu pare. El seu viatge de noces va ser l'única sortida de Jujol a l'estranger, concretament a Itàlia durant tres mesos. Però sí que havia viatjat per la península Ibèrica recollint innumerables apunts en dibuix.
Com molts arquitectes modernistes catalans, Jujol va viure un període d'exaltació dels valors catalanistes i d'allunyament polític, econòmic i cultural de Madrid. La defensa dels seus ideals va fer que patís penalitats durant la guerra civil i això l'afectà seriosament la salut i capacitat d'acceptar projectes grans.
Les seves malalties cròniques varen calmar-se l'1 de maig de 1949, fins al punt de comentar-li a la seva dona «Quin primer de maig tan bo!». Se'n va anar a missa als Caputxins de l'església de Pompeia i a la tarda moria d'una perforació intestinal. Fou enterrat al Cementiri de Montjuïc, en el nínxol familiar i amb una làpida dissenyada per ell mateix (Via Sant Francesc, agrupació II, nínxol 3048).

## Activitat professional
Mentre Jujol estava estudiant, es movia dins del cercle format entorn d'Antoni Maria Gallissà i Soqué, catedràtic d'Arquitectura, amb qui va col·laborar fent alguns petits projectes, com esgrafiats, disseny de baranes, portes, mobles… tot allò que era motiu decoratiu. Jujol va quedar molt marcat per aquestes col·laboracions fins al punt de considerar Gallissà com el seu autèntic mestre.
Però amb la prematura mort de Gallissà el 1903, entrà a treballar a l'estudi de l'arquitecte Josep Font i Gumà entre 1903 i 1906, amb qui col·laborà en les reformes del Palau Savassona, futura seu de l'Ateneu Barcelonès. Cap al 1905, encara abans d'acabar els estudis, participà en obres d'Antoni Gaudí, amb qui va col·laborar a la Pedrera, la Casa Batlló, el Parc Güell entre altres obres.
Després de fer de professor interí, el 1910 va guanyar unes oposicions de professor a l'Escola d'Arquitectura de Barcelona i posteriorment la plaça de catedràtic. A més de les activitats com a arquitecte, també va ser un interessant dibuixant i escultor en fang, activitat de la qual va ser professor a l'Escola del Treball de Barcelona el 1924. El 1926 és nomenat arquitecte municipal de Sant Joan Despí (Baix Llobregat), càrrec que va exercir fins al 1949. La seva relació amb Sant Joan Despí era anterior, d'ençà que el 1913 la seva tia Josefa Romeu i Grau, vídua de Gibert, li va encarregar una de les obres més destacades i originals, la Torre de la Creu, que li serviria com a carta de presentació dins la societat del municipi i que aviat li suposaria un altre important encàrrec: la remodelació de la masia de Can Negre, els propietaris de la qual tenien una gran amistat amb la seva tia. A partir de l'activitat a Sant Joan Despí, Jujol va desenvolupar projectes en altres municipis de la comarca com Sant Feliu de Llobregat o Molins de Rei amb obres menors i poc documentades.
Tot i la influència dels arquitectes amb qui va treballar, especialment de Gaudí, va ser creador d'una obra arquitectònica innovadora. Són característiques de la seva producció la gran sensibilitat per les formes de la natura, l'interès pel detall artesanal i la reutilització creativa de materials vells o de rebuig. La seva obra expressa un afecte pel paisatge rural del Camp de Tarragona i una profunda religiositat.
La col·laboració amb Gallissà primer, i amb Gaudí més tard, formalitza una activitat complementària a l'obra de l'arquitecte, una labor de «completador» de les obres que ve a afegir-li alguna cosa. De forma similar actua quan reforma can Negre a Sant Joan Despí i la casa Bofarull en els Pallaresos, projectes de remodelació i reforma que aborda de forma particular, fent-los servir com a laboratoris on experimentar solucions i aplicacions diverses. És per això que dedica força anys a aquestes edificacions, i que hi aplica amb una generosa llibertat creativa. A cadascuna de les obres de Jujol es veu l'esperit renovador de la seva arquitectura que transforma l'espai i la matèria per a crear un món màgic, on barreja un traç innovador amb elements inhabituals, creant una metàfora visual. D'alguna forma, va avançar-se a moviments avantguardistes que li donen vigència i modernitat.
Jujol ha estat un personatge singular i la seva imaginació ha traspassat fronteres, fins al punt de ser un arquitecte amb càtedra dedicada a la Universitat de Tòquio o tenir entre els seus admiradors l'actor nord-americà John Malkovich, que en diverses ocasions ha visitat les seves obres, i que el 20 de maig de 2010 va pronunciar una conferència sobre Jujol dins dels actes del centenari del Teatre Metropol en col·laboració amb la Universitat Rovira i Virgili.

## Relacions amb Gaudí
Com altres joves arquitectes de l'època, Jujol s'entusiasmà amb Gaudí i l'admirà. L'art de Jujol, com el de Gaudí, neix de la natura i de la geometria; els dibuixos de flors i ocells de Jujol són senzillament admirables, però al mateix temps la capacitat imaginativa del mestre hi afegeix un sentit cromàtic i barroc ple de força.
El colorisme de Jujol i l'aplicació de noves formes trencadores fan que la seva aportació a l'obra de Gaudí hagi estat un dels punts d'interès per als historiadors mirant d'assignar correctament l'autoria d'aquests elements entre cadascun dels dos genis creadors. Així, mentre Carlos Flores, Josep Francesc Ràfols i Montserrat Duran situen l'inici de la relació cap al 1904-1905, en Joan Bassegoda afirma que la trobada va ser posterior a 1906, data que situaria Jujol fora de cap intervenció a la Casa Batlló.
Amb tot, hi ha acord entre ells que la presa de contacte entre Jujol i Gaudí va ser propiciada pel Dr. Pere Santaló, metge i amic d'Antoni Gaudí. Santaló era soci de l'Ateneu Barcelonès, on Jujol va treballar com a ajudant de Font i Gumà, i durant un dels seus passejos matinals amb Gaudí, varen fer una visita a les obres per conèixer el jove Jujol. A partir d'aquesta presentació s'inicià una continuada col·laboració professional amb Gaudí que es va mantenir fins que les obligacions com a professor de l'Escola d'Arquitectura van fer que el 1915 deixés l'estudi de Gaudí, moment en què aquest es va traslladar a la Sagrada Família. Jujol va continuar visitant Gaudí regularment i mantingué una estreta amistat fins a la mort del mestre, l'any 1926.
Casa Batlló:
La participació com a ajudant de Gaudí es concreta en el disseny de les portes de fusta i altres elements decoratius del primer pis i les pintures de la capella. Per a la capella també va realitzar, en un petit taller que tenia a la casa Milà, uns canelobres en fang. Però sens dubte l'aportació més interessant i més discutida és el recobriment ceràmic multicolor de la façana amb peces ceràmiques rodones que simulen escates. El disseny de la façana és de Gaudí (formes corbes, màscares als balcons, cresta de drac, etc.), però la solució del color va anar a càrrec de Jujol, en qui Gaudí confiava en el domini del color.
Casa Milà:
Com a ajudant de Gaudí dissenya la forja dels balcons, els relleus d'estuc del sostre del primer pis (que seria inspiració per al sostre del Teatre Metropol de Tarragona) i les pintures del sostre de l'entrada. Més concretament, Jujol va dissenyar un dels balcons treballant a peu de forja al taller dels germans Badia i la resta varen ser realitzats directament pel forjador sota la supervisió de Jujol.

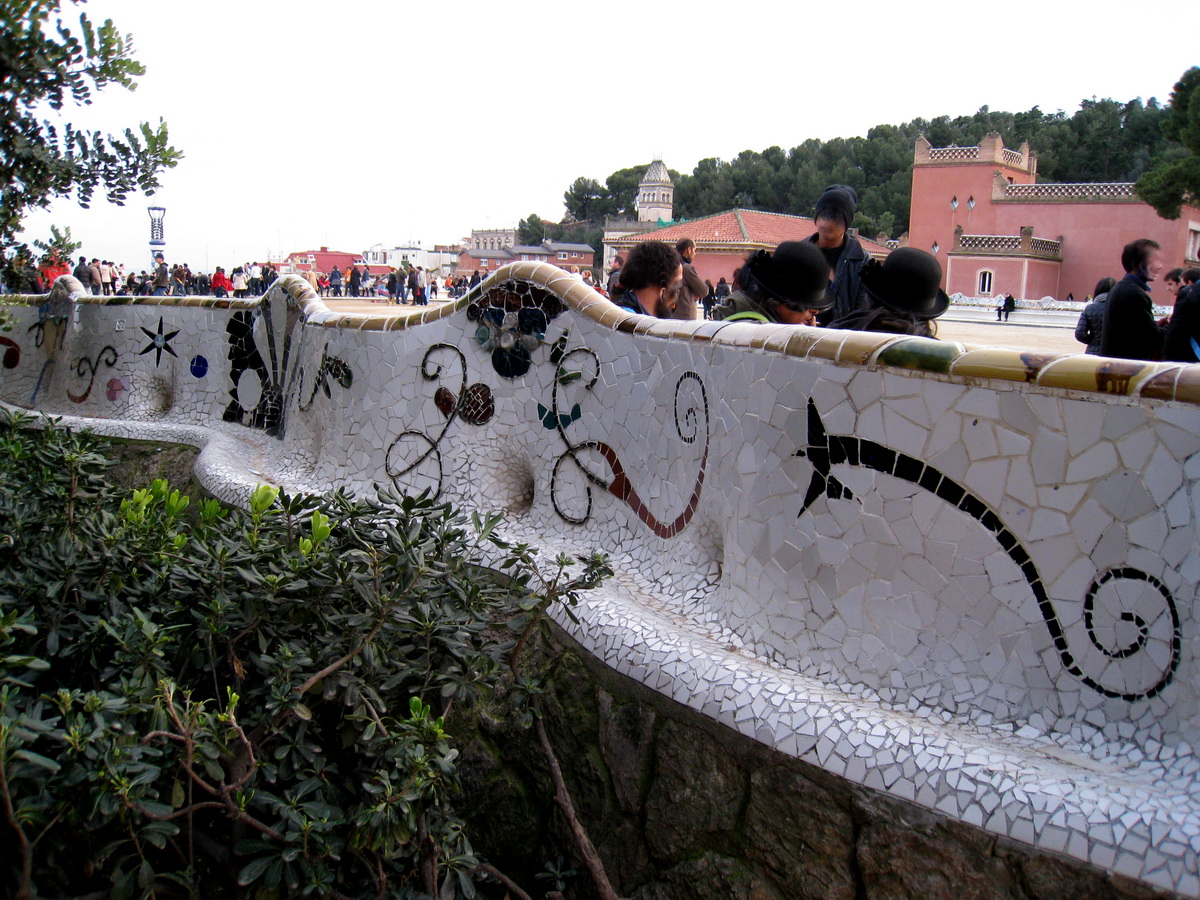
Signatura de Jujol al banc del Parc Güell

Parc Güell:
Gaudí li encarregà la solució colorista que ha esdevingut més popular del parc: el banc ondulant. Corresponen a Jujol els revestiments ceràmics del banc de l'esplanada superior, una intervenció que queda documentada amb la signatura-logotip que Jujol va deixar a la cara exterior del banc elaborada amb peces probablement cuites a Palma, on viatjava per a decorar la catedral de Palma. En aquesta intervenció Jujol mostra la seva inclinació al reciclatge, ja que moltes de les peces ceràmiques són rebuigs de fornada i, en molts casos, són proves de color del ceramista. Segons Joan Matamala (1893-1977), escultor i principal ajudant de Jujol al Parc Güell, «els treballadors de l'obra li portaven restes de materials que recollien en solars i torrents quan anaven cap a la feina». Però també veiem el seu vessant més colorista amb composicions de tendència abstracta. Una altra decoració ceràmica són els plafons i la decoració dels intradossos de les minivoltes de la sala hipòstila, sota la plaça del banc.
Restauració de la Catedral de Mallorca:
Entre 1910 i 1911, Gaudí li va demanar participar en la reforma de la catedral de Palma, que realitzava des de feia uns anys. Jujol el va acompanyar sovint a les visites a l'illa, on varen fer proves de peces ceràmiques que farien servir a la Casa Batlló i al Parc Güell. Gaudí animava de forma directa Jujol mentre aquest decorava el cadiram del cor de la catedral amb una policromia desbordant de color ressaltada pel daurat. El resultat dels dos desaforats creadors sens dubte va crear alarma i escàndol en part dels membres del capítol catedralici.
Sagrada Família:
El 1909, Jujol feu la maqueta policromada de la Sagrada Família de Gaudí per a presentar-la a l'Exposició de París de 1910.

## Jujol dissenyador i Pere Mañach

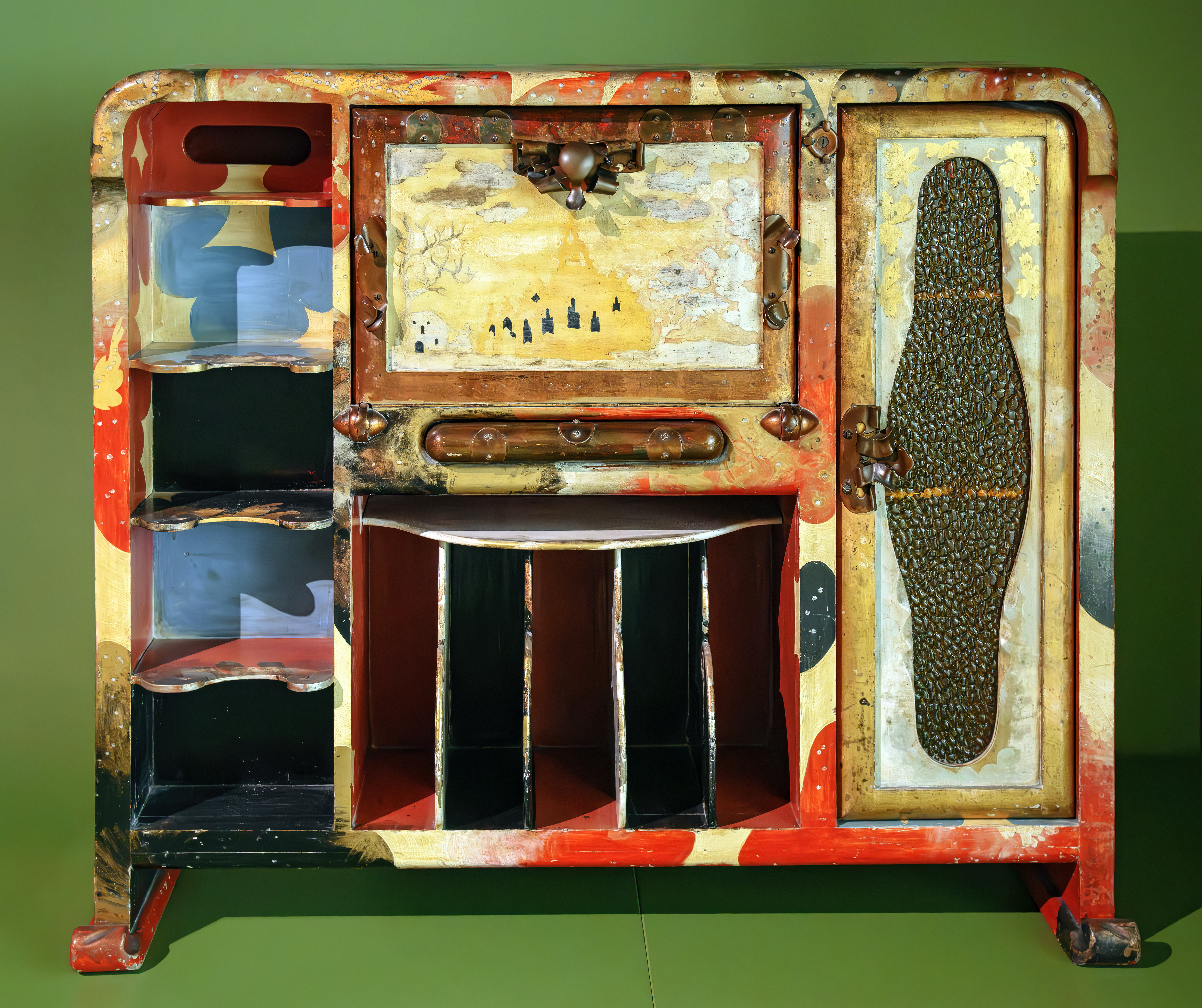
Armari d'estil proper al surrealisme que va formar part de la botiga de Mañach. Actualment al MNAC

Pere Mañach fou marxant d'art amb una relació important en els inicis de Picasso a París. Després de deixar aquesta feina es va fer càrrec del negoci del seu pare dedicat a panys de seguretat, caixes fortes, etc. El 1911 es fa la inauguració de la seva botiga al carrer Ferran de Barcelona. Però no es tractava d'una botiga qualsevol, era un espai comercial decorat per Jujol. Façana i interior formaven un dels conjunts decoratius més originals i interessants que puguem conèixer. El caràcter pietós de tots dos personatges explica que el leitmotiv de la botiga fos una lloança a la verge Maria. Aquí, com en altres obres, Jujol abandona el seu conservadorisme, quan es tracta de deixar lliure la seva imaginació. Jujol aconseguí un dels espais més imaginatius i onírics que la converteix en una obra plenament surrealista. Jujol va dissenyar mobles, cadires, taules, llums i complements que omplien aquest màgic espai. Mobles que dins d'una concepció modernista estaven decorats amb al·lusions religioses, cadires amb decoració d'influència japonesa, una arqueta amb fusta, ferro i pasta vítria, una taula feta amb atzavara, amb un motiu plenament noucentista, un paisatge mediterrani on no falta de res: el mar, la torreta i fins i tot les orenetes. És coneguda la capacitat que tenia Jujol per aprofitar qualsevol material, materials de detritus, materials pobres que transformava o ennoblia en donar-los un altre ús, en convertir-los en obres d'art que continuen sorprenent per la seva modernitat. Jujol també va dissenyar altres elements, com els canelobres de la casa Batlló o mobiliari litúrgic per a l'església de Sant Llorenç de Tarragona, però va ser amb la botiga de Mañach on va desplegar al màxim la seva capacitat imaginativa i transgressora.

## Obra
L'obra de Jujol és precursora i situada sempre al marge de posicions ortodoxes pel que fa a la modernitat. És un coneixedor absolut de la tècnica, un arquitecte independent, un integrador tenaç i disciplinat que experimentarà amb tots tipus de camins i llenguatges que s'integren o s'encreuen: surrealisme o dadaisme, o amb formes de fer expressionistes, de figuració abstracta o informalistes.
La seva arquitectura és modesta tant per la quantitat com pel pressupost i magnitud dels encàrrecs. Però això fa més destacable el contrast entre la relativa precarietat dels seus treballs i allò que té de desbordant la seva arquitectura extraordinàriament contemporània. Jujol treballa sovint a partir d'un conjunt heterogeni d'objectes que pertanyen al món que l'envolta, que sovint podríem classificar de «reciclats»: filferros, taules de fusta, un martell, plats vells, trossos de metall o fragments del vidre d'una ampolla trencada. Arriba al resultat partint d'uns fragments difícilment classificables, però de caràcter unitari. En aquest sentit, se'l pot considerar un precursor de l'Arte Povera. La seva obra uneix disciplines tradicionalment separades: arquitectura, escultura, pintura; una obra de caràcter total. Jujol s'acosta a la matèria artesanalment, manipulant els objectes.

### Badalona
| Any       | Nom          | Ubicació                    | Descripció | Estat   | Foto |
| --------- | ------------ | --------------------------- | --- | ------- | ---- |
| 1943-1949 | Torre Codina | Carretera de Canyet, km 2,8 | Reforma als antics cellers, a l'entrada i al vestíbul: nova barana i arrambador de fusta, de perfil ondulat amb estilitzacions daurades i folrat dels graons amb fusta; reconstrucció dels matacans amb totxo recremat i una solera del mateix material. | Regular |      |

### Barcelona
| Any       | Nom                                                                          | Ubicació                                                                                 | Descripció | Estat        | Foto                                       |
| --------- | ---------------------------------------------------------------------------- | ---------------------------------------------------------------------------------------- | --- | ------------ | ------------------------------------------ |
| 1902      | Esgrafiats de la casa Llopis Bofill                                          | C/ Bailèn 113 41° 23′ 51.48″ N, 2° 10′ 10.26″ E / 41.3976333°N,2.1695167°E               | Edifici d'habitatges plurifamiliar, situat en un xamfrà de l'Eixample. L'edifici segueix una combinació cromàtica que produeix una façana resolta amb maó vist a la planta baixa i emmarcaments dels buits arquitectònics i estuc amb esgrafiats. L'arquitecte Antoni Maria Gallissà i Soqué va comptar amb la col·laboració de Josep Maria Jujol per a la realització dels esgrafiats. Degut a les dimensions de la façana, Gallisà optà per col·locar a les cantonades i al centre unes tribunes per tal de resoldre els seus angles. Avui, la central es troba modificada en les dimensions dels finestrals, així com el parament de la darrera planta que, originalment, era de maó vist i no d'estuc. | Correcte     | Casa Llopis Bofill                         |
| 1904-1905 | Reformes a l'Ateneu Barcelonès sota la direcció de Josep Font i Gumà         | C/ Canuda 41° 23′ 04.57″ N, 2° 10′ 17.85″ E / 41.3846028°N,2.1716250°E                   | La seva participació com a ajudant de Font i Gumà va aportar bona part de les intervencions més importants a les escales interiors i ascensor, així com a la reforma de la biblioteca on també dissenyà el mobiliari i les vidrieres. | Molt bo      | Faristol a l'Ateneu Barcelonès             |
| 1906      | Col·laboració a Casa Batlló, d'Antoni Gaudí                                  | Psg. de Gràcia, 43 41° 23′ 30″ N, 2° 09′ 54″ E / 41.39167°N,2.16500°E                    | La seva participació com a ajudant de Gaudí es concreta en el disseny multicolor de recobriment ceràmic de la façana amb peces ceràmiques rodones que simulen escates; les portes de fusta i altres elements decoratius del primer pis i les pintures de la capella. | Molt bo      | Casa Batlló                                |
| 1906      | Esgrafiats de la Casa Gallissà                                               | C/ Àngel Baixeras 41° 22′ 55.57″ N, 2° 10′ 50.35″ E / 41.3821028°N,2.1806528°E           | Jujol va realitzar personalment els esgrafiats anomenats «Amor, Fe i Patria». | ??           |                                            |
| 1906      | Col·laboració en Casa Magí Llobet Sala, de Joaquim Raspall                   | C/ Tapioles, 49 - 51 41° 22′ 21.05″ N, 2° 07′ 49.76″ E / 41.3725139°N,2.1304889°E        | Jujol col·laborà en dos edificis bessons de cinc plantes de Raspall on aquest va assajar solucions que després aplicaria en alguns dels teatres que va construir, com són la barreja de materials en façana, cornises de ceràmica, o les solucions dels balcons que recorden les llotges de teatre. Destaca el singular coronament de l'edifici, on es barregen ceràmica, maó vist, esgrafiat i elements metàl·lics, amb un desenvolupament estètic de clara influència sezession. Als medallons del coronament figuren les dates d'acabament: 1906 i 1907. | Correcte     | Casa Magí Llobet Sala                      |
| 1908      | Col·laboració en Casa Milà. d'Antoni Gaudí                                   | Psg. de Gràcia, 43 41° 23′ 43″ N, 2° 09′ 42″ E / 41.39528°N,2.16167°E                    | La seva participació com a ajudant de Gaudí es concreta en el disseny de la forja dels balcons, els relleus d'estuc del sostre del primer pis (que seria inspiració per al sostre del teatre Metropol de Tarragona) i les pintures del sostre de l'entrada. | Molt bo      | Casa Milà                                  |
| 1909      | Finca Sansalvador                                                            | Psg. Mare de Déu del Coll, 79 41° 25′ 9.57″ N, 2° 8′ 54.65″ E / 41.4193250°N,2.1485139°E | Encarregada pel seu amic el metge Salvador Sansalvador com a habitatge, el projecte va patir alteracions en ser descoberta una mina d'aigua que el propietari va embotellar sota el nom de «Aigua Radial». Destaca de la seva façana, les finestres emmarcades per maó vist i uns esgrafiats en la línia habitual de Jujol. Destaca la porta d'accés emmarcada en un arc triangular dentat de maó vist i recoberta de trencadís. | Restaurada   | Finca Sansalvador                          |
| 1910      | Col·laboració al Parc Güell, d'Antoni Gaudí                                  | C/ Olot 41° 24′ 49″ N, 2° 09′ 10″ E / 41.41361°N,2.15278°E                               | Jujol fa les decoracions ceràmiques del sostre de la sala hipòstila i del banc ondulant de la plaça. | Correcte     | Parc Güell                                 |
| 1911      | Botiga Mañach o Botiga Manyach                                               | C/ Ferran, 57                                                                            | Per recomanació de Gaudí, Pere Mañach va encarregar a Jujol la decoració de la seva nova botiga de productes de seguretat. Mañach, a més del negoci industrial, era col·leccionista d'art i marxant de Picasso i va encarregar a Jujol mobles i altres elements de decoració per a la seva botiga. | Desapareguda | Botiga Mañach                              |
| 1913      | Ascensor de la Casa Iglesias                                                 | C/ Mallorca, 284 41° 23′ 46.05″ N, 2° 9′ 56.5″ E / 41.3961250°N,2.165694°E               | Jujol va realitzar el disseny dels treballs de forja de l'ascensor i l'inici de l'escala, en aquesta casa d'habitatges de l'arquitecte Antoni Millás i Figuerola, de 1900. | Regular      | Ascensor                                   |
| 1916      | Tallers Mañach o Tallers Manyach                                             | C/ Riera de Sant Miquel, 39 41° 23′ 53.4″ N, 2° 9′ 21.45″ E / 41.398167°N,2.1559583°E    | Jujol va construir per a Pere Mañach, que li havia encarregat una botiga el 1911, un taller de caixes fortes amb un original sistema d'il·luminació natural als sostres que evitava la llum directa a l'àrea de treball. Estava feta en maó i al sostres hi ha un sistema de tirants i de pinacles per subjectar la volta que va caure durant la construcció. Actualment allotja el pati d'un centre escolar. | Correcte     | Tallers Mañach                             |
| 1917      | Casa Queralt                                                                 | C/ Pineda, 1 41° 25′ 9.67″ N, 2° 8′ 51.95″ E / 41.4193528°N,2.1477639°E                  | Construïda dins de la finca de la casa Sansalvador, però amb sortida a un altre carrer, fou construïda per a dedicar-la a lloguer. Ha sofert modificacions poc respectuoses. | Degradada    | casa Queralt                               |
| 1922      | Casa habitatges                                                              | C/ Independència, 273 41° 24′ 25.75″ N, 2° 11′ 02.45″ E / 41.4071528°N,2.1840139°E       | Casa de planta baixa amb comerços i pis amb dos habitatges. De senzilla factura, s'acosta més a un disseny noucentista. | Correcte     | Casa d'habitatges del carrer Independència |
| 1924      | Casa Planells                                                                | Av. Diagonal, 332 41° 24′ 2.1″ N, 2° 10′ 28.77″ E / 41.400583°N,2.1746583°E              | Va ser un encàrrec del contractista Evelí Planells. Ubicada en un solar molt petit, l'arquitecte va aconseguir una bona resolució a força de les corbes i sense grans parenceries decoratives a la façana. | Correcte     | Casa Planells                              |
| 1924      | Casa Bruguera                                                                | C/ Mare de Déu del Pilar, 24 41° 23′ 15.2″ N, 2° 10′ 34.15″ E / 41.387556°N,2.1761528°E  | Es tracta de la reforma i ampliació d'un pis sobre un edifici d'habitatges del segle xviii. Destaquen els esgrafiats de la façana dedicats a Sant Josep Oriol. | Regular      | Casa Bruguera                              |
| 1927      | Font commemorativa de l'exposició de 1929                                    | Pl. Espanya 41° 22′ 30″ N, 2° 8′ 57″ E / 41.37500°N,2.14917°E                            | És una obra d'estil eclèctic que el mateix autor indicava a la memòria del projecte «haver procurat aplicar l'august estil classicoromà, de tan pura i indiscutida monumentalitat». Es tracta d'una font monumental amb una ornamentada decoració escultòrica obra de Miquel Blay i els germans Miquel i Llucià Oslé. D'inspiració clàssica, el sentit iconogràfic de l'obra representa una aŀlegoria poètica d'Espanya. | Regular      | Font commemorativa de l'exposició de 1929  |
| 1927      | Palau del Vestit (extrem semicircular de l'actual Palau firal n. 8)          | Pl. Espanya 41° 22′ 26.1″ N, 2° 8′ 55.7″ E / 41.373917°N,2.148806°E                      | La primera denominació del projecte va ser «Palau de la Pedagogia, Higiene i Institucions Socials», després «Palau del Treball» i finalment «Palau del Vestit». És una obra d'estil historicista, condicionat per l'estil general dels palaus de l'exposició internacional de 1929. Es tracta d'un espai de 6.500 m²., de forma molt irregular, entre la plaça d'Espanya, l'avinguda Maria Cristina i el carrer de Mèxic. Actualment s'ha unificat amb el que va ser Palau de l'Electricitat i la Metal·lúrgia, per formar el Palau Firal núm. 8 | Bo           | Palau del Vestit                           |
| 1939-1943 | Restauració rosassa de l'església de Santa Maria del Pi                      | Pl. del Pi 41° 22′ 55.76″ N, 2° 10′ 26.02″ E / 41.3821556°N,2.1738944°E                  | Rosassa reconstruïda sota la direcció de Jujol un cop acabada la guerra civil, després que l'original gòtica fos destruïda el 1936. | Bo           | Rosassa de Santa Maria del Pi              |
| 1945      | Relleu i làpida de Santa Joaquima Vedruna a l'església de Santa Maria del Pi | Al baptisteri. Pl. del Pi 41° 22′ 55.76″ N, 2° 10′ 26.02″ E / 41.3821556°N,2.1738944°E   | Homenatge a la santa, batejada a la capella, amb motiu de la seva beatificació; el conjunt inclou els relleus, pintures que l'emmarquen i una làpida amb inscripcions. | Bo           |                                            |

### Bonastre
| Any       | Nom                                         | Ubicació            | Descripció                                             | Estat | Foto        |
| --------- | ------------------------------------------- | ------------------- | ------------------------------------------------------ | ----- | ----------- |
| 1940-1947 | Intervenció a l'església de Santa Magdalena | Plaça de l'Església | Disseny del baptisteri (pica baptismal) i del sagrari. | Bo.   | Fotografies |

### Bràfim
| Any  | Nom                                          | Ubicació              | Descripció | Estat | Foto |
| ---- | -------------------------------------------- | --------------------- | --- | ----- | ---- |
| 1926 | Font de l'ermita de la Mare de Déu de Loreto | Jardins rere l'ermita | Petita font decorativa formada per un pedestal octogonal de pedra al que es recaragola una serp i sobre el que hi ha la figura de ferro d'un cigne amb una creu al punt més alt. La bassa amb granotes s'afegí posteriorment. | Bo    |      |

### Capellades
| Any       | Nom                                       | Ubicació           | Descripció | Estat | Foto |
| --------- | ----------------------------------------- | ------------------ | --- | ----- | ---- |
| 1945-1948 | Intervencions a l'església de Santa Maria | Plaça Verdaguer, 1 | Reforma de l'església danyada durant la Guerra Civil: va projectar-ne la sagristia, el cimbori i el presbiteri i va dissenyar la pila baptismal, la trona, alguns vitralls i la capella de la Mare de Déu del Pilar. | Bo    |      |

### Constantí
| Any       | Nom                                      | Ubicació          | Descripció | Estat | Foto                   |
| --------- | ---------------------------------------- | ----------------- | --- | ----- | ---------------------- |
| 1911-1919 | Intervencions a l'església de Sant Feliu | Plaça del Castell | Reixes de les capelles de la Mare de Déu dels Dolors i del Santíssim Sagrament, barana del presbiteri, pila baptismal i escultura de l'Anyell, bancs de fusta i arrimadors. | Bo    | Fotografies i història |

### Cornellà de Llobregat
| Any  | Nom           | Ubicació                                                                                  | Descripció | Estat | Foto          |
| ---- | ------------- | ----------------------------------------------------------------------------------------- | --- | ----- | ------------- |
| 1928 | Casa Camprubí | Crta. a Sant Joan Despí, s/n 41° 21′ 42.73″ N, 2° 03′ 41.23″ E / 41.3618694°N,2.0614528°E | Té una estructura similar a la Torre de la Creu (Sant Joan Despí), però amb perfils rectes. Jujol va construir la casa sobre pilars per protegir-la de les freqüents inundacions en estar situada a la riba del riu. Quan aquest problema va desaparèixer, es va tancar l'espai i va servir de magatzem agrícola. Té un característic color rosa i profusió d'esgrafiats a les quatre façanes. | Bo    | Casa Camprubí |

### Creixell
| Any  | Nom                                               | Ubicació                                                            | Descripció | Estat | Foto                            |
| ---- | ------------------------------------------------- | ------------------------------------------------------------------- | --- | ----- | ------------------------------- |
| 1917 | Coronament del campanar de l'església de Creixell | Pça de l'Església 41° 10′ 4″ N, 1° 26′ 31″ E / 41.16778°N,1.44194°E | Al peu de cada suport de la torre s'hi col·loquen les estàtues de Sant Francesc d'Assís, Sant Domènec de Guzmán, Sant Joan de Malta i Sant Lluís de França. Al capdamunt del coronament del campanar s'hi posa un penell, obra també de Jujol, d'una gran originalitat i simbolisme amb la creu, com a símbol del bé i el lleó, símbol del mal que fuig esporuguit. Entre l'any 1953 i 1954 el penell es despenja del campanar perquè amenaçava caure després que l'afectés un llamp. Es va restituir el 28 de març de 2012 restaurat pel serraller de Creixell, en Josep Bairaguet, dins les obres de remodelació del campanar, dirigides per l'arquitecte Josep Llinàs. | Bo    | Campanar església de Sant Jaume |

### Guimerà
| Any       | Nom                              | Ubicació | Descripció | Estat | Foto                              |
| --------- | -------------------------------- | -------- | --- | ----- | --------------------------------- |
| 1942-1945 | Retaule a Santa Maria de Guimerà |          | Els estralls de la guerra civil havien fet malbé l'església de Santa Maria de Guimerà, destruint les imatges i dos dels retaules. El mossèn, i amic de Jujol, Francesc Camí li hi encarregà un retaule per a l'absis. És un retaule d'alabastre que s'adapta perfectament al marc gòtic que l'envolta. Entre 1942-1943 es va fer la mesa i el basament del retaule fins al pedestal de les imatges. Entre 1944-1945 es va fer la imatge central (una Marededéu de Josep Arana Esteve), els àngels, la Santíssima Trinitat i totes les ornamentacions. Jujol decorà la porta de la sagristia i les parets i nervadures gòtiques de la volta de l'absis. Pot ser que la millor obra que Jujol va deixar a Guimerà sigui el sagrari. Es tracta d'una obra de ferro daurat amb or fi i policromat, amb un perfecte equilibri entre funcionalitat i elegància. | Bo    | Retaule de Santa Maria de Guimerà |

### Montferri
| Any  | Nom                                      | Ubicació          | Descripció | Estat | Foto                                                 |
| ---- | ---------------------------------------- | ----------------- | --- | ----- | ---------------------------------------------------- |
| 1926 | Santuari de la Mare de Déu de Montserrat | Puig de Montferri | La construcció va començar amb més voluntarisme que recursos i va anar molt lentament fins que es va aturar el 1936. L'any 1943 una ventada va fer caure els arcs parabòlics que s'havien construït i no seria fins al 1984 en que el jesuïta Josep M. Jané encarregà la represa de les obres a Joan Bassegoda i Nonell que es van acabar el 2000. Bona part de l'obra està feta en maó. | Bo    | Montferri - Santuari de la Mare de Déu de Montserrat |

### Els Pallaresos
| Any       | Nom                           | Ubicació                                                                     | Descripció | Estat                          | Foto                |
| --------- | ----------------------------- | ---------------------------------------------------------------------------- | --- | ------------------------------ | ------------------- |
| 1914      | Casa Bofarull                 | carrer Major, 11-13 41° 10′ 30″ N, 1° 16′ 8.31″ E / 41.17500°N,1.2689750°E   | Va ser un encàrrec de Dolors i Pepita Bofarull per a fer una reparació de la teulada i que va esdevenir una reforma íntegra d'aquesta casa amb tot un seguit de construccions adjacents que es va estendre fins a l'any 1930. Destaquen la gran galeria blava, l'amplíssim arc de 10 metres fet en maó i situat a l'accés, repeteix els seients de forja al balcó que havia fet a la casa Ximenis de Tarragona. Entre els elements decoratius es troben el trencadís, especialment a la teulada, i els esgrafiats fets directament per Jujol. Entre les construccions adjacents destaca l'edifici dels safareigs, a l'altre costat del carrer, amb uns cinc grans cúpules construïdes a base de la unió de dos arcs parabòlics i totes elles de dimensions irregulars. Al mateix costat de la porta d'accés, al carrer Major núm.9, es troba la «casa dels masovers», un edifici amb catalogació pròpia que mostra una amplia varietat d'obertures rematades en maó. | Bo                             | Casa Bofarull       |
| 1917-1920 | Escoles (actual ajuntament)   | Carrer Alt, 23                                                               | Obra austera, amb obertures de llinda triangular. | Bo, actualment Casa de la Vila | Dades i fotografies |
| 1920      | Casa Andreu Fortuny           | Pl. Església, 4 41° 10′ 30.42″ N, 1° 16′ 10.04″ E / 41.1751167°N,1.2694556°E | Es tracta d'una restauració per a la sra. Fortuny-Solé què es va allargar fins als anys 1940. Jujol transformà la porta d'accés amb motllures geomètriques, diversos elements interiors (vestíbul, paviments, mobles), els finestrals del primer pis de llinda i ampit corbats i a la planta baixa un original balcó trigeminat. Encastada a la façana hi ha una font, de l'any 1863. El 1943 es va partir en dos per a allotjar els fills de la propietària. | Bo                             | Casa Andreu Fortuny |
| 1927      | Reixes de la Casa Solé        | Pl. Església, 7 41° 10′ 30.42″ N, 1° 16′ 10.04″ E / 41.1751167°N,1.2694556°E | Dues reixes de ferro, forjades per Joan Cardó, del Vendrell, per a la planta baixa de la casa, de 1796. Les reixes no es van instal·lar fins al 1942. | Bo                             |                     |
| 1940      | Casa d'Emília Fortuny         | Pl. Església, 3 41° 10′ 30.42″ N, 1° 16′ 10.04″ E / 41.1751167°N,1.2694556°E | Reforma de la casa. En destaca la portalada feta de dovelles de maó i pedra. | Bo                             |                     |
| 1944-1947 | Intervencions a Sant Salvador | Pl. Església, 1 41° 10′ 30.42″ N, 1° 16′ 10.04″ E / 41.1751167°N,1.2694556°E | Intervencions a l'interior de l'església: decoració dels murs, reforma de l'altar major (desapareguda), sagrari i els altars laterals, amb treball de forja. | Bo                             | Fotografies         |

### Palma
| Any  | Nom                                    | Ubicació                                                | Descripció | Estat   | Foto |
| ---- | -------------------------------------- | ------------------------------------------------------- | --- | ------- | ---- |
| 1911 | Restauració de la Catedral de Mallorca | 39° 34′ 2.4″ N, 2° 38′ 54.6″ E / 39.567333°N,2.648500°E | Dins de la reforma que Gaudí realitzava per encàrrec del bisbe Pere Joan Campins, Jujol va policromar parcialment el cor amb formes i daurats que contenien inscripcions il·legibles d'una gran força cromàtica però que varen espantar els canonges que varen optar per suspendre la reforma. Com a testimoni resta una mena de taca de color sang rodejada de la llegenda: «La sang d'Ell sobre nosaltres» i uns escuts pontifícis amb palmes al peu del mur de la capella de la Trinitat. | Regular |      |

### Renau
| Any  | Nom                                              | Ubicació           | Descripció | Estat                                                                     | Foto |
| ---- | ------------------------------------------------ | ------------------ | --- | ------------------------------------------------------------------------- | ---- |
| 1926 | Reforma de l'ermita de la Mare de Déu del Lloret | Camí del Cementiri | Reforma de la capella del segle XVIII: restauració i nova coberta, addició d'ales a l'espadanya, de l'estrella de l'ull de bou i transformació de l'espitllera en una creu, a més de la decoració interior. El més remarcable de la seva intervenció es troba a l'interior. | Part de les pintures interiors, de Ramon Farré, foren destruïdes el 1936. |      |

### Roda de Berà
| 1934 i 1939-1941 | Intervenció a l'església de Sant Bartomeu | Plaça de l'Església     | Jujol en dissenyà la mesa de l'altar major, les lloses del presbiteri, l'urna-sagrari del Santíssim i el cancell de l'entrada de la nau central. | Bo.   | Fotografies |
| Any              | Nom                                       | Ubicació                | Descripció | Estat | Foto        |
| 1935-1946        | Capella del Mas Carreras                  | Carrer Mas Carreras, 15 | Decoració de la capella, neogòtica. | Bo.   | Fotografies |

### Sant Joan Despí
| Any  | Nom                                | Ubicació                   | Descripció | Estat | Foto                           |
| ---- | ---------------------------------- | -------------------------- | --- | --- | ------------------------------ |
| 1913 | Torre de la Creu                   | Pg. Canalies, 14           | Va ser un encàrrec de la seva tia Josefa Romeu i Grau, vídua de Gibert, qui volia construir dues cases d'estiueig, donant-li total llibertat en el seu disseny. El projecte va ser aprovat per l'ajuntament l'11 d'octubre de 1913. Va fer dues cases emmirallades basades en cinc cilindres rematats per un teulat amb cúpules. L'obra es va aturar amb la primera guerra mundial, però es va finalitzar el 1916. Els teulats estan recoberts de mosaic. Hi ha dos cilindres més que allotgen les escales que porten al segon pis i als miradors. Són destacables els treballs de forja a tot l'edifici. El 1966 l'arquitecte Lluís Bonet i Garí va projectar una reforma que va unir els dos habitatges.                                                                                                | Molt Bo | Torre de la Creu               |
| 1915 | Casa Deu i Giu                     | C/ Jacint Verdaguer, 40    | Es tracta d'un projecte que va canviar diverses vegades d'emplaçament. L'única informació disponible és administrativa, el permís d'obres el situa en 1915 i el d'enderrocament el 1972. | Desapareguda |                                |
| 1921 | Torre Serra Xaus                   | C/ Jacint Verdaguer, 29-31 | Edifici encarregat per l'industrial local Pere Xaus com a habitatge unifamiliar. La seva estructura singular formada a base de cossos quadrangulars disposats en rotació l'un respecte a l'altre que volen aportar totes les perspectives de la casa, com feien els cubistes. Jujol decorà l'edifici amb sanefes esgrafiades de color blau i vermellós sota les teulades i la representació de dos ànecs que miren a dreta i esquerra damunt les finestres. A les columnes que emmarquen l'entrada hi ha elements decoratius ceràmics. La llicència municipal és del 13 de juliol de 1921. | Bo | Torre Serra Xaus               |
| 1923 | Casa unifamiliar                   | C/ Jacint Verdaguer, 20-22 | Va ser un encàrrec de Joan Manadé. Era una casa senzilla de planta rectangular i planta baixa i un pis. Va ser enderrocada l'any 2009. | Desapareguda |                                |
| 1923 | Casa Gamisans                      | Passeig Maluquer, 4        | Edifici en cantonada amb elements modernistes i esgrafiats. S'ha atribuït a Jujol. | Bo. Reformat el 1960, se'n van eliminar la porta original i dues finestres i, més tard, s'hi va afegir un cos d'edifici. |                                |
| 1924 | Casa unifamiliar                   | Camí del Mig, 23           | Va ser feta en dues fases: el 1924 va construir l'habitatge de planta baixa i pis amb un jardí. L'any 1925, en un nou projecte, va afegir un garatge i un magatzem. Sense interès arquitectònic. | Regular | Casa unifamiliar               |
| 1924 | Tanca de la casa de Madrona Salesa | C/ Montjuïc, 44            | Es tractava d'un reixat d'uns 15 metres amb pilars. Destacava la forma piramidal amb cercles a les cares dels pilars coberts amb trencadís de colors vius. | Desapareguda |                                |
| 1926 | Can Negre                          | Plaça de Catalunya, s/n    | Va ser un encàrrec per a restaurar una antiga masia de 1680 propietat del ric advocat Pere Negre i Jover. La casa data del 1680, segons diu a la llinda d'una de les portes i la seva restauració va ser entre 1915 i 1930. Destaquen les finestres i el balcó-mirador amb forma de carrossa amb accés exterior. L'edifici havia estat ampliat amb la galeria de l'esquerra per Jaume Gustà. Jujol fa servir diferents tècniques i materials (fusta, ferro,..) amb l'habitual riquesa cromàtica. A l'interior destaca la cúpula sobre les escales decorada en un blau característic i amb un àngel al centre. Aquest element i l'orla que ressegueix el perfil sinuós de la part superior, amb 5 medallons que formen la inscripció «Ave gratia plena dominus tecum», són signes de la seva religiositat. | Molt Bo | Can Negre                      |
| 1926 | Torre Rovira                       | C/ Jacint Verdaguer, 27    | Jujol va rebre l'encàrrec d'Antoni Rovira i Estruch per a decorar la façana de casa seva, un edifici obra de l'arquitecte Josep Graner i Prat de l'any 1926. Jujol aplicà uns esgrafiats amb sanefes i dibuixos geomètrics i al centre del frontó que corona la façana, una imatge de Sant Antoni de Pàdua. Un dels esgrafiats és la pròpia signatura de Jujol. | Molt Bo | Torre Rovira                   |
| 1927 | Cases Modest Tapies                | C/ Montjuïc, 46-46B        | Dues cases de planta baixa i pis encarregades per Modest Tàpies Canalies. Uns esgrafiats geomètrics i de flors, decoren les finestres. A la part alta hi ha dues roses envoltant la data de finalització (1928) i les inicials del propietari. | Una regular i altra restaurada                                                                                           | Cases Modest Tàpies            |
| 1931 | Casa unifamiliar                   | C/ Frederic Casas, 4       | El projecte va ser aprovat el 8 de maig de 1931 i responia a un encàrrec de Josep Vila que volia una casa petita amb jardí. Estava decorada amb esgrafiats d'àngels i motius florals. | Desapareguda |                                |
| 1932 | Cal Passani                        | C/ Francesc Macià, 44      | Edifici d'estructura similar a la Torre de la Creu però amb formes rectes, torres quadrades acabades en cobertes de teula a quatre aigües i sense cap altre decoració o signe que la faci destacar. Va ser encarregada per Mario Passani. Actualment és una llar d'infants. | Correcte | Cal Passani                    |
| 1932 | Torre Jujol                        | C/ Jacint Verdaguer, 31    | Es tracta dues cases simètriques, una d'elles per a fer-la servir el propi arquitecte. El projecte eren dues cases en forma de «L» unides en la seva base aconseguint que totes les habitacions donessin al jardí i poguessin tenir sol. Les finestres estan decorades amb el típic color blau intens que Jujol emprà en diverses obres. A la porta principal apareix la inscripció «Déu hi sia». La llicència municipal és de novembre de 1932. Va ser residència de l'artista durant la guerra civil entre 1936-1939. | Correcte | Torre Jujol                    |
| 1943 | Església de Sant Joan Baptista     | Plaça de l'Església, 1     | La reconstrucció d'aquesta església incendiada durant la guerra civil la va fer Josep Maria Ayxelà sota la direcció artística de Jujol. Destaquen els múltiples elements decoratius, els púlpits, l'altar, la capella de la nau lateral i un sagrari. | Bo | Església de Sant Joan Baptista |

### Santa Coloma de Cervelló
| Any       | Nom                                                      | Ubicació                     | Descripció | Estat       | Foto |
| --------- | -------------------------------------------------------- | ---------------------------- | --- | ----------- | ---- |
| 1943-1948 | Altar de la Sagrada Família (Cripta de la Colònia Güell) | Carrer Reixac, Colònia Güell | Jujol dissenya l'altar, el baldaquí i els canelobres de ferro forjat, mantenint l'estil modernista. De l'altar major, que havia projectat abans i que fou desmuntat el 1936, se'n conserva el sagrari. | Excel·lent. |      |

### La Secuita
| Any  | Nom                                           | Ubicació | Descripció | Estat   | Foto                  |
| ---- | --------------------------------------------- | -------- | --- | ------- | --------------------- |
| 1918 | Església del Sagrat Cor de Jesús a Vistabella |          | Va realitzar aquesta obra entre 1918 i 1924. És una església realitzada exclusivament amb maó i lloses de pedra al sostre. És de planta quadrada amb una elevació central apuntada que li confereix una forma externa piramidal. Interiorment, el alt sostre està format per dos arcs entrellaçats. | Regular | Església a Vistabella |

### Tarragona
| Any  | Nom                                                     | Ubicació                                                                       | Descripció | Estat   | Foto                      |
| ---- | ------------------------------------------------------- | ------------------------------------------------------------------------------ | --- | ------- | ------------------------- |
| 1908 | Teatre del Patronat Obrer (actual Teatre Metropol)      | Rbla. Nova 46 41° 6′ 53.66″ N, 1° 15′ 12.48″ E / 41.1149056°N,1.2534667°E      | Es tracta d'una obra de joventut amb clares influències gaudinianes amb qui tot just havia col·laborat a la casa Batlló. Jujol configura la sala com «un vaixell que conduïa els espectadors cap al mar de la salvació». Limitat per un espai que no li donava llibertat arquitectònica, Jujol es concentra en els detalls decoratius que giren al voltant de la idea de la nau. El 1995 va ser restaurat i reformat per Josep Llinàs, obra que fou guardonada amb el premi FAD d'Arquitectura 1996. | Molt bo | Teatre del Patronat Obrer |
| 1914 | Casa Ximenis                                            | Via de l'Imperi Romà, 17 41° 7′ 5.45″ N, 1° 15′ 16″ E / 41.1181806°N,1.25444°E | És una reforma d'una casa adossada a la muralla romana per encàrrec del canonge Dr. Ximenis. Destaquen la seva façana esgrafiada amb un important treball de forja. Les formes d'aquesta forja es troben a d'altres obres de Jujol, però en aquesta destaquen els seient sobre el buit que hi ha als balcons simulant uns festejadors. | Bo      | Casa Ximenis              |
| 1918 | Cambril del convent dels Carmelites                     | C/ Assalt, 11 41° 7′ 1.3″ N, 1° 15′ 8.17″ E / 41.117028°N,1.2522694°E          | Dins del convent dels pares Carmelites Descalços obra de Pau Monguió i Segura de 1896, Jujol va dissenyar la llanterna del cambril de la Marededéu del Carme. Aquest és un dels pocs elements que han sobreviscut al pas del temps. | Bo      | Dades i imatge            |
| 1925 | Tomba de la família Guinovart                           | Cementiri de Tarragona                                                         | Làpida amb lletres modernistes d'inspiració gòtica i relleu amb àngel. | Bo      | Dades i imatge            |
| 1925 | Làpida de la família Balcells                           | Claustre de la Catedral de Tarragona                                           | Làpida sepulcral al terra, amb inscripció i relleu. | Bo      | Dades i imatge            |
| 1926 | Capella de Sant Francesc de l'església de Sant Francesc | Rambla Nova, 28                                                                | Construcció del segle xviii decorada amb pintures i esgrafiats dissenyats per Jujol i realitzats per Pau Cornadó, amb un llum de ferro forjat de Jujol. | Bo      | Dades i imatge            |
| 1944 | Sagrari dels Claretians                                 | Església de Sant Agustí (Tarragona), Rambla Vella, 12                          | Dissenyat per als pares claretians, que el van vendre a Pasqual Carreras, del Mas Carreras de Roda de Berà. Avui és a una capella lateral de Sant Agustí. | Bo      | Dades i imatge            |

### Vallmoll
| Any  | Nom                                             | Ubicació                     | Descripció | Estat       | Foto |
| ---- | ----------------------------------------------- | ---------------------------- | --- | ----------- | ---- |
| 1925 | Reforma de l'ermita de la Mare de Déu del Roser | Camí de Vallmoll a Puigpelat | Restauració amb la col·laboració de Ramon Ferré Montseny i altres artesans locals: rosassa i vitralls del cambril, creu de la llinda de la porta, pintures als murs exteriors i ornamentació interior, paviment, llums i metal·listeria del cambril. | Excel·lent. |      |

### El Vendrell
| Any       | Nom                                    | Ubicació            | Descripció | Estat       | Foto |
| --------- | -------------------------------------- | ------------------- | --- | ----------- | ---- |
| 1939-1949 | Reforma de l'església de Sant Salvador | Plaça de l'Església | Jujol dissenya l'altar major i la decoració d'algunes capelles, les piques d'aigua beneïta, els vitralls i la pintura d'alguns murs. | Excel·lent. |      |

### Vilanova i la Geltrú
| Any       | Nom                                        | Ubicació                            | Descripció                                                       | Estat       | Foto        |
| --------- | ------------------------------------------ | ----------------------------------- | ---------------------------------------------------------------- | ----------- | ----------- |
| 1947      | Altar major i sagrari de la Casa d'Empara  | Rambla Josep Tomàs Ventosa, 20      | Jujol dissenya l'altar i el sagrari, per a la capella neogòtica. | Excel·lent. | Fotografies |
| 1947-1949 | Vitralls de l'Església de Sant Antoni Abat | Plaça Arxipreste Llorenç Garriga, 1 | Jujol dissenya quinze vitralls d'òculs.                          | Excel·lent. | Fotografies |

### Projectes no realitzats
Projectes no realitzats:
- 1913 - 1915? Sant Feliu de Llobregat. Escorxador municipal.
- 1913 Cases barates per a periodistes.
- 1922 Sant Joan Despí. Torre per al Sr. Blasco.
- 1919 Badalona. Convent dels Pares Carmelites.
- 1940 Barcelona. Restauració de la parròquia de Sant Josep i Santa Mònica.

### Dibuixos
Dibuixos (a l'Arxiu de la Càtedra Gaudí):
- Guió de Santa Maria del Mar. (11 x 16 cm.) Llapis sobre paper de carta. Signat
- “Retrat infantil femení, gos d'esquena i cap de gos” (11 x 16, 50 cm). Llapis sobre el dors d'una factura d'una botiga de teixits
- Tres criatures (11 x 16,50 cm). Llapis sobre l'anvers d'una factura d'una botiga de teixits. És la cara oposada del dibuix anterior
- Projecte d'esgrafiat per a la casa Gallissà (15,50 x 25 cm). Llapis sobre paper de carta. Signat i datat 1906. Correspon a la casa d'Antoni Maria Gallissà i Soqué al carrer d'Àngel Baixeras
- “Cavalcada del comte Arnau” (10,50 x 13,50). Llapis sobre un full de bloc
- Cap infantil (14,70 x 10,50). Tinta i llapis sobre paper de carta. Inici d'una carta. Al dors, «Thecla», 1937”. Retrat de Thecla, la filla de Jujol.
- “Retrat de Domingo Theotocopuli” (15,50 x 21 cm). Llapis sobre paper de carta. Signat i datat 1909. També motiu decoratiu barroc i referències escrites a diferents llibres religiosos
- “Epifania” (33 x 22 cm). Llapis, tinta xinesa i tocs de guaix blanc sobre paper d'embalar. Llegendes «Hosanna Pax; Un infant és nat, venim, adorem-lo»
- Mampares de saló de l'Ateneu Barcelonès (15,5 x 21,30 cm.). Llapis sobre paper de carta. Signat i datat 1906, tres vegades. Es tracta de les targes de les portes de saló del primer pis de l'Ateneu Barcelonès. Projecte no realitzat pel que fa a les portes. «Detall de la col·locació dels vidres amb màstic. Sives sense color amb mistre. Entonació d'il·lusions òptiques igual que a la catedral de Barcelona. Entonació de les vidrieres vistes clarament a la mateixa catedral». Text de les llegendes
- Motiu decoratiu en forma de voluta i flor de lis (15,50 x 21,30 cm). Llapis sobre paper de carta al dors del dibuix anterior.
- “Sagrada Família” (15 x 13 cm.). Llapis sobre paper de carta. Al dors segell: «Jujol, arquitecto»
- “Infants a la platja” (13 cm de diàmetre). Dibuix a llapis sobre paper de carta de forma circular Al dors l'adreça: «Sr. Don José M. Jujol, arq. Rambla de Cataluña, 79, 3o. Barcelona», ja que es tracta del revers d'una coberta de carta
- Projecte de decoració d'un carrer (15,50 x 21,20). Llapis sobre paper de carta, amb tocs d'aquarel·la. Signat i datat 1909. Llegenda: «Cintes com serpentines de per tot arreu». al dors segueixen les llegendes.
- Dors del dibuix anterior (15,50 x 21,20). Dibuix d'un panell i d'un brau rampant. los draps amb retalls i pedassets. Atributs dels oficis del carrer fets de bulto, daurats i els ... nus. I les virtuts del carrer (economia=bossa, amor=cor i angelets, etc. Caritat amb àngels de motllo reproduïts d'altars. Portal només al portalet. San Roch, cinta de ferro volant. Llumets incandescents a les cintes.